# Belle speranze (singolo)
Belle speranze è un singolo della cantante italiana Fiorella Mannoia, pubblicato il 20 novembre 1997.

## Il disco
Il singolo contiene l'omonimo brano in versione radio edit, insieme a È comunque Natale. Lo stesso giorno esce anche l'album Belle speranze.

## Tracce
1. Belle speranze – 3:48 (Piero Fabrizi) – (new radio edit)
2. È comunque Natale – 2:38 (Piero Fabrizi)

Durata totale: 6:26

## Musicisti

### Belle speranze
- Max Costa: tastiere, programmazione e percussioni
- Paolo Costa: basso
- Piero Fabrizi: chitarra elettrica e acustica
- Paolo Gianolio: chitarra elettrica
- Lele Melotti: batteria
- Fio Zanotti: organo Hammond

### ...È comunque Natale
- "Il Quartettone": orchestra d'archi
- Max Costa: programmazione
- Rocco Tanica: pianoforte
- Piero Milesi: direttore d'orchestra